# Howard Gaye

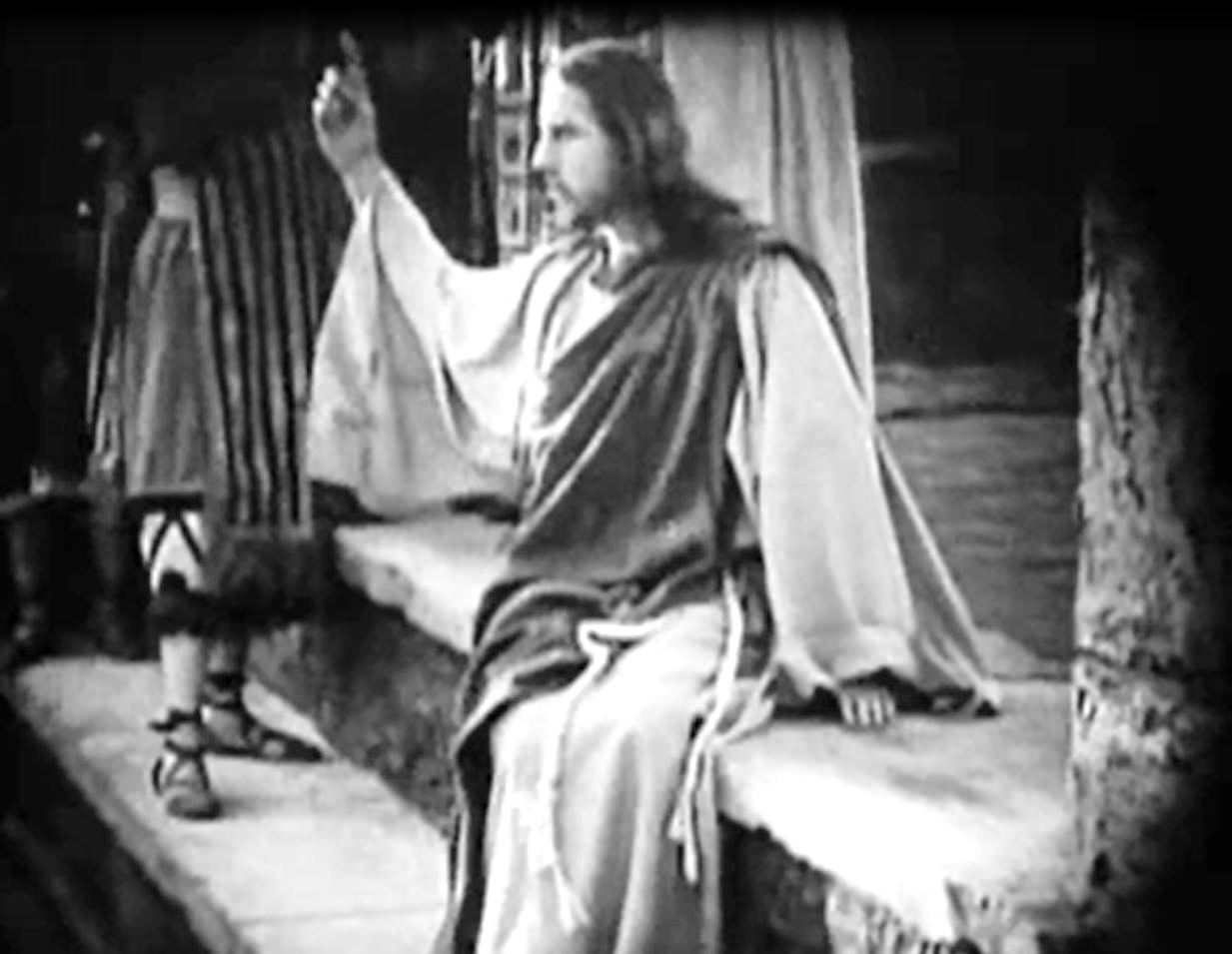
Gaye como Cristo em Intolerância (1916).

Howard Gaye (1878 – 26 de dezembro de 1955) foi um ator britânico, que trabalhou principalmente nos Estados Unidos.

## Filmografia selecionada
- O Nascimento de uma Nação (1915)
- Intolerância (1916)
- Everybody's Doing It (1916)
- The Spirit of '76 (1917)
- The Scarlet Pimpernel (1917)
- The Six Best Cellars (1920)
- Passion's Playground (1920)
- A Slave of Vanity (1920)
- My Lady's Latchkey (1921)
- A Prince of Lovers (1922)